# 洞院実泰
洞院 実泰（とういん さねやす）は、鎌倉時代後期の公卿。太政大臣・洞院公守の長男。官位は従一位・左大臣。洞院左大臣または後山本左府と号す。

## 経歴
以下、『公卿補任』と『尊卑分脈』の内容に従って記述する。
- 文永7年（1270年）閏9月23日、叙爵。
- 文永9年（1272年）1月5日、従五位上に昇叙。
- 文永11年（1274年）1月5日、正五位下に昇叙。
- 文永12年（1275年）1月18日、侍従に任ぜられる。
- 弘安元年（1278年）4月25日、従四位下に昇叙。
- 弘安2年（1279年）1月24日、遠江権介を兼ねる。
- 弘安3年（1280年）3月12日、左少将に任ぜられる。
- 弘安5年（1282年）1月14日、禁色を許される。
- 弘安6年（1283年）1月5日、正四位下に昇叙。同年3月23日、備後介を兼ねる。また同年9月26日には左中将に転任。
- 弘安7年（1284年）1月13日、従三位に叙される。左中将は元の如し。
- 弘安9年（1286年）2月25日、参議に任ぜられる。左中将は元の如し、肥後権守を兼ねる。
- 弘安11年（1288年）1月5日、正三位に昇叙。同年7月11日、権中納言に昇進。また同年12月20日、皇后宮権大夫を兼ねる。
- 正応2年（1289年）1月14日、従二位に昇叙。
- 正応3年（1290年）7月27日、皇后宮権大夫を大夫に転じる。
- 正応4年（1291年）1月6日、正二位に昇叙。同年7月29日、中納言に転正。同年8月12日、皇后が女院（遊義門院）となったために皇后宮大夫を止める。
- 正応5年（1292年）5月15日、権大納言に昇進。
- 永仁6年（1298年）8月10日、春宮権大夫を兼ね、同月25日には大嘗会検校に補される。
- 正安3年（1301年）1月21日、春宮が践祚したため春宮権大夫を止める。
- 乾元元年（1302年）12月30日、按察使を兼ねる。
- 延慶2年（1309年）10月15日、大納言に転正し、同月24日には右大将を兼ねる。按察使は元の如し。
- 延慶3年（1310年）3月9日、按察使を辞した。同年4月28日には左大将に転任。
- 正和4年（1315年）1月2日、母の喪に服し同年2月29日には復任した。また同年3月13日には内大臣に任ぜられ、左大将は元の如し。同年7月23日、左大将を辞した。
- 正和5年（1316年）10月22日、右大臣に転任。
- 文保元年（1317年）6月2日、上表なく右大臣を止め、従一位に叙せられる。また、同年7月10日には父・公守が薨去した。
- 文保2年（1318年）8月24日、左大臣に任ぜられる。
- 元応2年（1320年）3月22日、輦車を許される。
- 元亨2年（1322年）3月11日、牛車を許される。8月11日、二度目の上表により左大臣を辞した。
- 元亨3年（1323年）6月15日、左大臣に還任し、牛車の宣旨は元の如し。
- 元亨4年（1324年）、左大臣を辞した。
- 嘉暦2年（1327年）8月15日、薨去。

## 『徒然草』第83段の逸話
『徒然草』第83段に実泰は登場する。太政大臣になれるのに敢えて左大臣止まりを選んだという西園寺公衡に関心して、自身も太政大臣への昇進を望まなかった、というのである。何事も上り詰めるのは良くない、と2人の左大臣を例に兼好は関心しているのである。しかし、この2人の左大臣が太政大臣への昇進を自ら望まなかったというのは彼らの本心であったであろうか。本郷和人の言うように、西園寺家がどちらかというと持明院統派であり、公衡はしばしば大覚寺統と衝突したために太政大臣に昇進できなかったとすれば少々事情は異なってくるのである。後宇多天皇とは従兄弟同士、後二条天皇の母西華門院基子ともいとことなる実泰は大覚寺統派という見方もあるようだが、一方で京極派歌人としての側面も見られ、『玉葉和歌集』には「左大将実泰」として和歌が入首している。

## 系譜
- 父：洞院公守
- 母：平親継[2]娘（?-1315）
- 妻：小倉季子 - 従一位。小倉公雄娘
  - 男子：洞院公賢（1291-1360）
- 妻：高倉康子（?-1349） - 高倉永康の娘
  - 四男：洞院実守（1314-1372）
- 家女房（?-1354） - 藤原兼頼娘
  - 女子：守子（1303-1357） - 後醍醐天皇妃
  - 三男：洞院公泰（1305-?）
- 生母不明の子女
  - 男子：慈厳
  - 男子：洞院公敏